# Stirling (raadsgebied)
Stirling (Schots-Gaelisch: Sruighlea) is een raadsgebied (council area) in het midden van Schotland met een oppervlakte van 2187 km². De hoofdplaats is het gelijknamige Stirling en het raadsgebied heeft 94.330 inwoners (2017).
Het raadsgebied behoort tot de lieutenancy area Stirling and Falkirk en de historische graafschappen Stirlingshire en een zuidwestelijk deel van Perthshire.

## Plaatsen
- Aberfoyle
- Ardchyle
- Ardeonaig
- Arnprior
- Balmaha
- Bannockburn
- Blair Drummond
- Boreland
- Bridge of Allan
- Brig o' Turk
- Buchlyvie
- Cambuskenneth
- Campsie
- Callander
- Cowie
- Craigdownings
- Craigruie
- Crianlarich
- Croftamie
- Doune
- Drymen
- Dunblane
- Fallin
- Fintry
- Gargunnock
- Inversnaid
- Killearn
- Killin
- Kinbuck
- Kinlochard
- Kippen
- Lecropt
- Lochearnhead
- Mid Lecropt
- Mugdock
- Port of Menteith
- Plean
- Raploch
- Rowardennan
- Strathyre
- Stronachlachar
- Thornhill
- Throsk
- Torbrex
- Tyndrum
- St Ninians
- Stirling
- Strathblane

## Bezienswaardigheden
- Cambuskenneth Abbey
- Castle Campbell
- Doune Castle
- Inchmahome Priory
- Lake of Menteith
- Stirling Castle, het kasteel van de Schotse koningen
- Stirling Old Bridge
- Wallace Monument, de toren opgericht ter nagedachtenis van de Schotse held William Wallace

Aberdeen · Aberdeenshire · Angus · Argyll and Bute · City of Edinburgh · Clackmannanshire · Dumfries and Galloway · Dundee City · East Ayrshire · East Dunbartonshire · East Lothian · East Renfrewshire · Falkirk · Fife · Glasgow City · Highland · Inverclyde · Midlothian · Moray · Na h-Eileanan Siar (Buiten-Hebriden) · North Ayrshire · North Lanarkshire · Orkney Islands · Perth and Kinross · Renfrewshire · Scottish Borders · Shetland Islands · South Ayrshire · South Lanarkshire · Stirling · West Dunbartonshire · West Lothian
Zie ook: lieutenancy areas, de vroegere regio's en graafschappen